# رز سرخ (پروانه)
رز سرخ (Pachliopta aristolochiae) پروانه‌ای است از سرده سرخ‌تنان دم چلچله‌ای که در آسیای جنوب شرقی زندگی می‌کند.

## نگارخانه

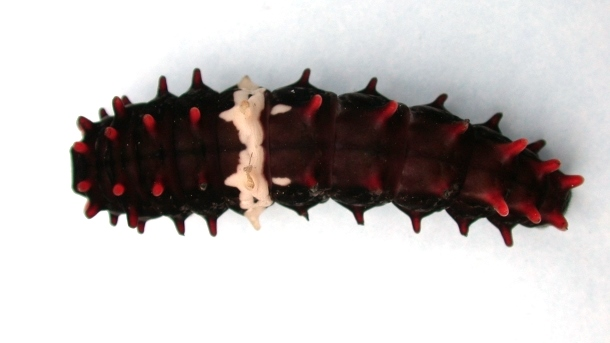
کرم ابریشم
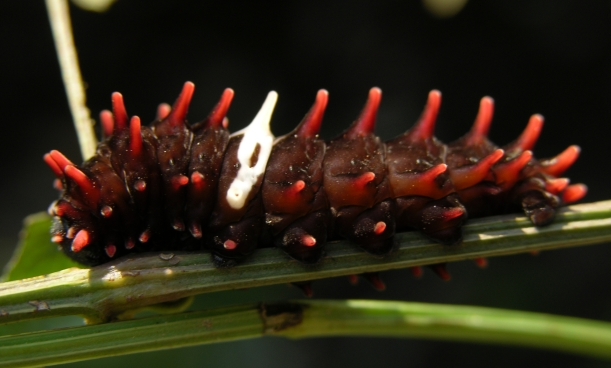
کرم ابریشم
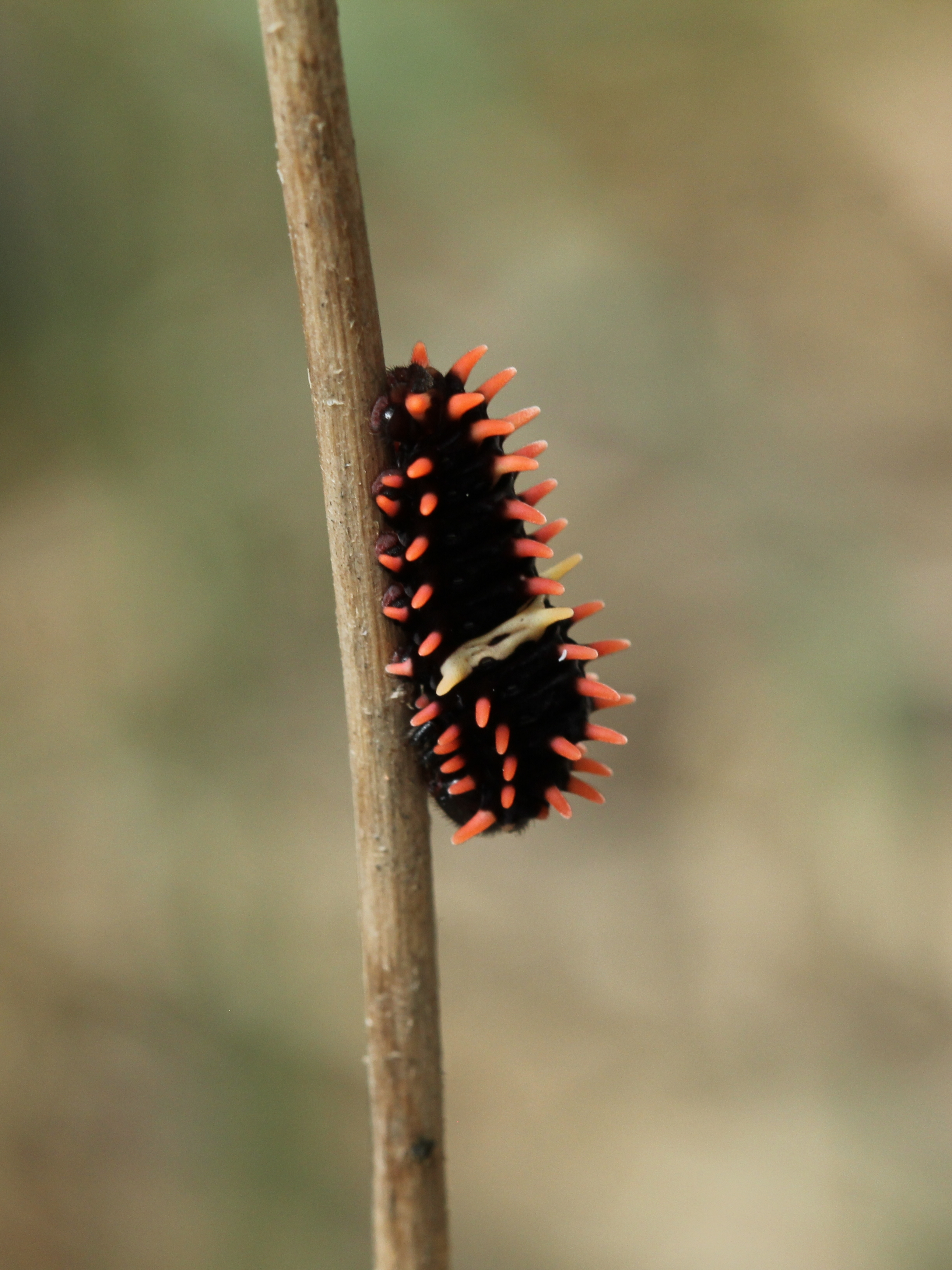
کرم ابریشم
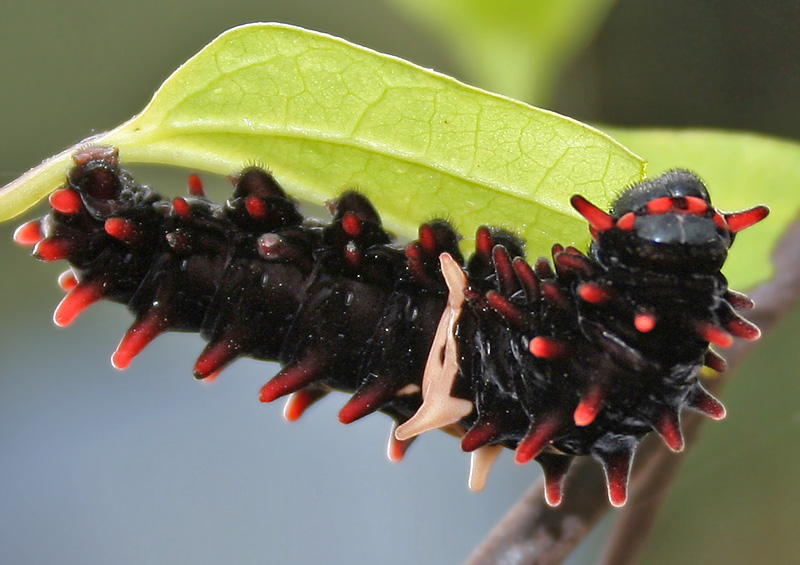
iکرم ابریشم در حیدرآباد (هند)
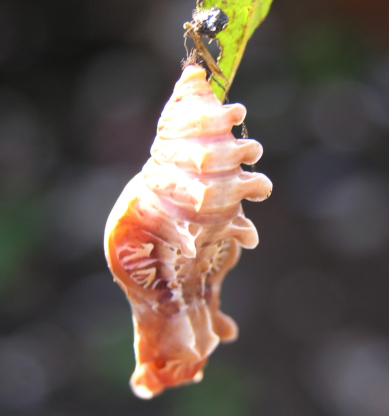
شفیره
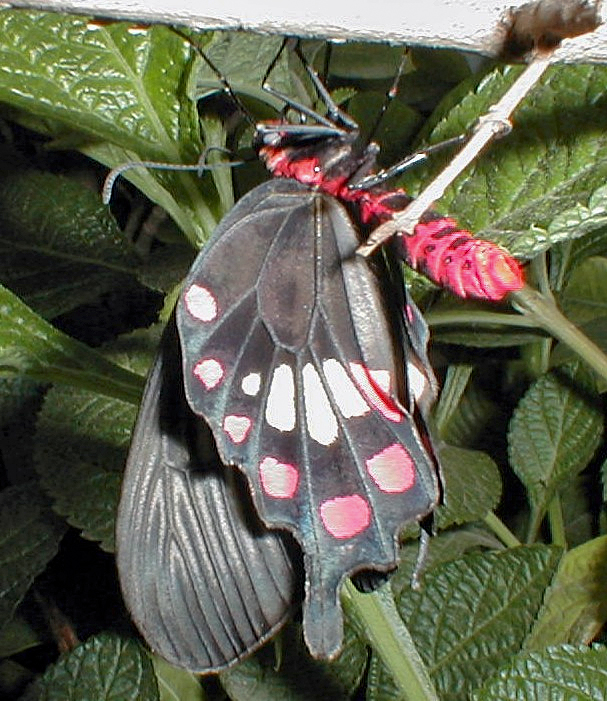
بزرگسال
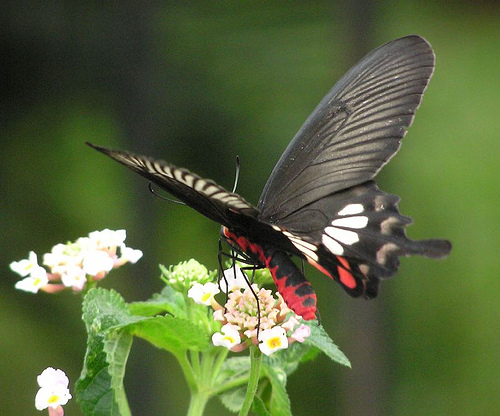
بزرگسال